# Ancyronyx buhid
Ancyronyx buhid es una especie de escarabajo acuático del género Ancyronyx, familia Elmidae, tribu Ancyronychini. Fue descrita científicamente por Freitag en 2013.
Habita en ríos, zonas montañosas, superficies rocosas, en la madera, vegetación baja y muy raramente en la grava.

## Descripción
El cuerpo mide 1,4–1,6 milímetros de longitud y la cabeza 0,33–0,36 milímetros de ancho. Parte de su cabeza, pronoto y élitros son oscuros con antenas amarillentas.

## Distribución
Se distribuye por la isla de Mindoro, en Filipinas.